# 農業部林業及自然保育署臺中分署
農業部林業及自然保育署臺中分署（簡稱林保署中分署）為中華民國農業部林業及自然保育署的地區林政機關，掌管台中市、苗栗縣、南投縣以及宜蘭縣部分地區的國有林班地。
管理的事業區有大甲溪、大安溪、八仙山等3個事業區330個林班，合計面積為138,725.64公頃；除事業區外，再加上區外保安林班地面積3,864.56公頃、以及接管原財政部國有財產署轄管林業用地2,804.09公頃，總計轄管面積為145,394.29公頃。

## 歷史
- 1916年，八仙山出張所成立，隸屬於臺灣總督府營林局。
- 1920年，八仙山出張所改隸臺灣總督府殖產局營林所。
- 1945年10月中華民國接管臺灣後，改組為台中山林管理所，隸屬於台灣省行政長官公署農林處林務局。
- 1946年8月，八仙山林場成立。
- 1958年11月，台灣大雪山林業成立。
- 1960年2月，因應林務機構改制，八仙山林場與台中山林管理所合併成立大甲林區管理處。
- 1960年2月，林產管理局改組為林務局，同時成立大雪山示範林區管理處，僅負責林政業務。
- 1974年，因應林業政策變更，行政院核示台灣大雪山林業解散、併入大雪山示範林區管理處。
- 1989年7月，大甲林區管理處與大雪山示範林區管理處合併，更名為臺灣省政府農林廳林務局東勢林區管理處。
- 1999年7月精省後，林務局改隸行政院農業委員會，更名為行政院農業委員會林務局東勢林區管理處。
- 2023年8月1日，隨農委會林務局改制為農業部林業及自然保育署而更名為「農業部林業及自然保育署臺中分署」，並接收國軍退除役官兵輔導委員會榮民森林保育事業管理處的大甲溪林區業務。

## 組織
- 分署長
  - 副分署長
    - 秘書

業務單位
- 經營企劃科
- 森林管理科
- 集水區治理科
- 自然保育科
- 森林育樂科

行政單位
- 秘書室
- 人事室
- 主計室
- 政風室

現場作業單位
| 工作站       | 地址                           | 電話        | 傳真        |
| ------------ | ------------------------------ | ----------- | ----------- |
| 鞍馬山工作站 | 臺中市和平區博愛里雪山路23號   | 04-25877905 | 04-25877990 |
| 雙崎工作站   | 臺中市東勢區東關路六段1368號   | 04-25773103 | 04-25877556 |
| 梨山工作站   | 臺中市和平區梨山里中正路109號  | 04-25989208 | 04-25989253 |
| 麗陽工作站   | 臺中市和平區東關路十文巷1之1號 | 04-25951103 | 04-25951728 |

## 業務
- 森林遊樂區
  - 大雪山國家森林遊樂區
  - 八仙山國家森林遊樂區
  - 武陵國家森林遊樂區
- 八仙山國家森林遊樂區暨自然教育中心
- 東勢林業文化園區

## 外部連結
- （繁體中文）（英文）林保署臺中分署 （页面存档备份，存于）